# 臨時民主政府

臨時民主政府
Προσωρινή Δημοκρατική Κυβέρνηση (ギリシャ語)

国の標語: Ψυχή βαθιά!（ギリシア語）国歌:  Ύμνος του ΔΣΕ（ギリシア語）
ギリシャの地図

臨時民主政府（りんじみんしゅせいふ、英語: Provisional Democratic Government、ギリシア語: Προσωρινή Δημοκρατική Κυβέρνηση）は、ギリシア内戦中の1947年12月24日に、ギリシア共産党によって成立が宣言された政府の名称である。北部国境の山岳地帯を中心に支配し、ユーゴスラヴィア社会主義連邦共和国やアルバニア社会主義人民共和国と国境を接していた。

## 歴史
1946年の春にギリシア内戦が幕を開けた。ところが、ギリシア共産党の党員は1947年6月に至るまで、政府が分断された目的を知ることがなかった。この一連の情報は、フランス共産党の党大会に参加したギリシア共産党の主要党員ミリティアディス・ポルフィロゲニスによってもたらされ、ギリシア共産党の主張を支持する政府が多いことを強調し、民衆の関心を集めることに利用された。分離された政府は、アテネの王国政府との和解の機会を放棄しただけでなく、正規軍に対するゲリラ兵戦術の放棄をもほのめかしていた。これは、ユーゴスラヴィアに触発されて立案された「湖計画」のことで、その計画は、50,000人から60,000人で形成された正規軍を創設し、北部ギリシアの大部分を占領、最終的にはギリシア第二の都市テッサロニキを占領して、新政府を設立するというものだった。
1947年12月23日に、ギリシア民主軍指導者のマルコス・バフィアディスによって、新政府の樹立が宣言され、彼がその初代首相となった。この政府はギリシア共産党の独裁状態であったが、特筆すべき点として、ギリシア共産党の書記長であったニコラオス・ザカリアディス(英語版)は政府のメンバーではなかった。新政府は自分たちのことを、第二次世界大戦中にギリシアのレジスタンス活動を支配した民族解放戦線(英語版)のイデオロギーと経験を復活させる者たちであると、積極的に宣伝した。また彼らは、ギリシア北部に住む少数民族の積極的な保護でも有名であったが、これは彼ら少数民族が、ギリシア王国政府よりも共産主義政府であった彼らを支持していたからであった。
1947年12月25日、ギリシア民主軍は都市の制圧と当地への首都移管を目標に、コニツァ(英語版)へ攻撃を開始。バフィアディスの証言によると、ザカリアディスはコニツァの陥落と首都の移管が成功すれば、ソヴィエト連邦や他の東欧諸国に自分たちが認知されることになると見込んでいた。攻勢は1948年1月4日まで続けられたが、コニツァを落とすことは叶わなず、ついに彼らが周辺の国家、政府に認知されることは一度もなかった（ソヴィエト連邦が彼らを放置したのは、彼らが介入することで、ギリシア内戦が西側陣営とバルカン半島のソヴィエト連邦衛星国との戦争に発展することを恐れたからであった）。1948年2月に、ソヴィエト連邦書記長のヨシフ・スターリンはザカリアディスに対して、近隣の政府が率先して臨時民主政府を承認することはないだろう、と忠告した。
1948年に入り、ギリシア民主軍が劣勢に陥る中で、バフィアディスとザカリアディスは内戦継続の是非を巡って衝突。1949年2月、バフィアディスは臨時民主政府首相を降ろされ、同年4月3日まではザカリアディスが、その後ディミトリオス・パルツァリディス(英語版)が首相職に就いた。その後、グラモスの戦いにてギリシア王国陸軍に敗れ、臨時民主政府はギリシア内戦に敗北、1949年8月28日にギリシアを離れた。臨時民主政府は1950年10月に解体されるまで、亡命状態で存在することとなった。